# Restorff (Adelsgeschlecht)

Wappen derer von Restorff

Restorff, auch Retzdorff, Redekestorf, ist der Name eines alten norddeutschen Adelsgeschlechts. Die Herren von Restorff gehören zum mecklenburgischen Uradel und gelangten auch in der Mark Brandenburg und im Königreich Dänemark zu Besitz und Ansehen. Zweige der Familie bestehen bis heute.
Eine stammesverwandtschaftliche Beziehung zu den wappengleichen Geschlechtern derer von dem Knesebeck und von Böddenstedt ist nicht belegt.

## Geschichte

### Herkunft
Erstmals erwähnt wurde das Geschlecht im Jahre 1226 mit Albertus de Redekisdorp. Er wurde als Zeuge der Markgrafen Johann und Otto von Brandenburg in einer Urkunde genannt. Im Jahr 1249 wurde Johannes de Redesketorp als Zeuge einer Landverleihung an die Kirche zu Parchim durch Fürst Pribislaw I. genannt und erschien Johannes de Redekesdorp erstmals in Mecklenburg urkundlich. Im Jahr 1254 wurde dieselbe Person, diesmal Johann Redekestörp geschrieben, durch Erzbischof Albrecht von Riga mit dem Dorf Slöten bei Parchim nebst der dabei gelegenen Mühle belehnt.
Der Stammsitz der Familie war vermutlich Restorf bei Gartow an der Elbe. Das Dorf Restorff wurde im Jahr 1300 mit den Dörfern Wessentin, Brook, Kritzow, Kratel und Benzin „mit allen Gerechtigkeiten, welche Ihre Vorfahren gehabt haben“ an zwei Restorff Brüder durch Fürst Nikolaus II. belehnt. Die Namensgleichheit des Geschlechts mit dem Dorf in dieser Urkunde deutet auf eine deutlich ältere Herkunft der Familie aus diesem Dorf Restorff hin.

### Ausbreitung und Besitzungen
Bernhard Latomus berichtet in seiner Chronik (um 1510 entstanden) des Landes Mecklenburg, dass die Familie 927 unter Heinrich I. aus Sachsen kommend in Brandenburg ansässig war und dann unter den Fürsten von Werle nach Mecklenburg kam, was aus heutiger Quellensicht nicht nachweisbar ist.
Schon früh traten in Mecklenburg, der Prignitz und im Jerichower Land mehrere Stämme auf, deren genealogischer Zusammenhang noch nicht zweifelsfrei geklärt ist. So nannte sich die Familie in Mecklenburg Restorff, die anderen Stämme Retzdorff. Der jerichower Stamm erlosch bereits um 1655, der prignitzer Stamm 1857. Stammvater aller heute noch Lebenden der Familie v. Restorff ist Cord, der in der Zeit 1391 bis 1415 zu Radepohl und Wessin in Mecklenburg genannt wird. Von ihm leiten sich die einzelnen genealogischen Stämme und Zweige ab.
Im Jahr 1523 gehörten Angehörige der Familie zu den Mitunterzeichnern der Union der Landstände.
Schon 1396 saßen Gumprecht und Brüning Redeckestorp auf Bolz, vor 1444 auf Mustin, 1466 wurde Hans von Restorff genannt, 1487 Cord von Restorff auf Radepohl, 1586 Curt von Restorff auf Wessin und 1602 zu Cummin. Bis zum Aussterben ihrer Kuppentiner Linie 1504 saßen die von Restorff’s in Kuppentin und waren Ende des 16. Jahrhunderts bis 1732 wieder im Besitz von Kuppentin und 1733 in Weisin. Ende des 16. Jahrhunderts gehörten unter anderem Nutteln, Pentzlin, Reppentin, Rütenbeck, Schloen, Schönfeld, Varchow und Wieschendorf zum Besitz bzw. Teilbesitz der Familie. In neuerer Zeit waren Mitglieder noch zu Werle (1806), Rakow (1810), Rosenhagen (Gut seit 1802, Gutshaus erbaut: 1833–1836) und Radegast (1837) begütert. Im Einschreibebuch des Klosters Dobbertin befinden sich 20 Eintragungen von Töchtern der Familie von Restorff von 1710 bis 1907 aus Mustin, Bolz, Rosenhagen und Werle zur Aufnahme in das adelige Damenstift im Kloster Dobbertin.
Während des 19. Jahrhunderts dienten zahlreiche Restorffs in der preußischen Armee. Ludwig von Restorff starb 1826 als Kommandant der Festung Ehrenbreitstein. Friedrich von Restorff († 1848), königlich preußischer Oberst im Kriegsministerium, war ein bedeutender Schriftsteller, der mehrere geografische Werke, unter anderem über die Rheinprovinz und Pommern, verfasste. Nach der deutschen Psychologin Hedwig von Restorff (* 1906; † 1962) wurde der von ihr erstmals beschriebene Restorff-Effekt benannt.
Von Mecklenburg gelangten unter der Regentschaft von König Christian V. Zweige der Familie nach Dänemark. Am 22. Mai 1776 erhielt Adolf Friedrich von Restorff aus dem Haus Möderitz, königlich dänischer Kapitän, die dänische Adelsnaturalisation. Auffallend bei diesem Adelsgeschlecht ist, dass die männlichen Vertreter überwiegend in Militärdiensten standen und diese Tradition auch heute noch in der Bundeswehr fortsetzen.
Im Jahr 1894 wurde der noch heute bestehende Familienverband gegründet. Seit 2004 betreibt der Verband eine Homepage mit den Schwerpunkten Genealogie und Familiengeschichte.

### Standeserhebungen
Friedrich von Restorff aus dem Haus Werle, kaiserlich-königlicher Oberleutnant, erhielt am 19. Mai 1871 zu Schwerin eine Genehmigung zur Führung des Freiherrentitels für seine Person.

## Wappen

### Familienwappen
Das Wappen zeigt in Silber ein rechtshin springendes rotes Einhorn. Auf dem Helm mit rot-silbernen Helmdecken das Einhorn, eine wachsende silbergekleidete Jungfrau linkshin anspringend. In späteren Formen hält die Jungfrau einen grünen Kranz.

### Ortswappen
Das Einhorn aus dem Wappen derer von Restorff wurde in das Gemeindewappen von Tessenow übernommen.

Wappen Tessenow

## Namensträger
- Johann von Restorff (vor 1559–1630), erwirbt 1604 Gut Schönfeld bei Mühlen Eichsen, das bis 1708 im Familienbesitz bleibt (siehe auch bei Herrenhaus Schönfeld).
- Friedrich von Restorff (* 1783; † 1848), Oberst und Autor von Sachbüchern
- Friedrich von Restorff (* 1840; † 1909), Rittergutsbesitzer in Lindenau (heute polnisch: Lipowina), Kreis Heiligenbeil, Ostpreussen (seit 1864), Mitglied des Provinziallandtages in Ostpreussen
- Hedwig von Restorff (* 1906; † 1962), deutsche Psychologin, nach ihr wurde der Restorff-Effekt benannt
- Horst von Restorff (* 1880; † 1953), Rittergutsbesitzer in Lindenau (heute polnisch: Lipowina), Kreis Heiligenbeil, Ostpreussen (Sohn von Friedrich v.R.) und Politiker (DNVP)
- Karl von Restorff (* 1871; † 1946), Konteradmiral
- Wulf von Restorff (* 1940), Oberstarzt, Professor und Dr. med., Preisträger des Paul-Schürmann-Preises

## Weitere Literatur
- Horst Alsleben: Dobbertiner Klosterakten geben Auskunft zur Familie von RESTORFF auf Mustin im Klosteramtsbereich. In: Mitteilungen des Vereins für mecklenburgische Familien- und Personengeschichte e. V., Heft 43 (2019), S. 13–16.

### Ungedruckte Quellen
Landeshauptarchiv Schwerin (LHAS)
- LHAS 10.00 L/06 Personennachlass Lisch, Friedrich (1801–1883)

Kreisarchiv Rostock
- Bauakten Kreis Bad Doberan, Nr. 33.06 Rosenhagen

### Gedruckte Quellen
- Mecklenburgisches Urkundenbuch (MUB)